# Sušice
Sušice (deutsch Schüttenhofen) ist eine Stadt in der südwestböhmischen Region Plzeňský kraj, Tschechien. Sie liegt 25 Kilometer südöstlich von Klatovy und gehört zum Okres Klatovy. Der tschechische Name kommt von sušit (trocknen – gemeint ist hier das Trocknen des Goldsandes) und weist auf die frühere Goldgewinnung hin.

## Geographie
Sušice befindet sich in der Svatoborská vrchovina (Swatobor-Bergland), einer Teileinheit der Šumavské podhůří (Böhmerwaldvorland). Die Stadt liegt im Tal der Otava an der Einmündung der Volšovka (Forellenbach); nördlich von Sušice mündet am Bahnhof die Ostružná in die Otava. Die Innenstadt und die Untere Vorstadt befindet sich am linken Flussufer, die Obere Vorstadt rechtsseitig der Otava.
Nördlich erheben sich der Okrouhlík (500 m) und der Hrádek (577 m), im Nordosten der Hřeben (674 m), östlich der Stráž bzw. Vrch Anděla Strážce (Schutzengelberg, 546 m) und der Kalovy (Kallowberg, 726 m), im Südosten der V Zálužském lese (745 m), südlich der Žižkův vrch (591 m) und der Šibeník (619 m), im Südwesten der Na Homolce (642 m), der Nuzerovská Stráž (802 m), der Stráž (755 m) und der Volšovská Stráž (790 m) sowie im Westen der Svatobor (Swatobor, 845 m). In Sušice kreuzen sich die Staatsstraßen II/169 zwischen Horažďovice und Kvilda und die II/171 zwischen Běšiny und Čkyně, außerdem endet in der Stadt die II/187 aus Richtung Plánice. Nördlich der Stadt verläuft die Bahnstrecke Horažďovice předměstí–Klatovy.
Nachbarorte sind Hrádek (Hradek), Cihelna, Zdouň, V Luhu und Tedražice im Norden, Hamr, Dobršín (Doberschin), Malá Chmelná, Velká Chmelná und Čímice im Nordosten, Bešetín, Podmokly (Podmokl) und Rok im Osten, Albrechtice (Albrechtsried), Záluží und Milčice im Südosten, Vrabcov, Divišov, Nyklův Mlýn und Dlouhá Ves im Süden, Červené Dvorce, Volšovy, Dolní Staňkov, Františkova Ves und Petrovice u Sušice (Petrowitz) im Südwesten, Posobice, Dohaličky, Žikov, Částkov, Svojšice (Swojschitz) und Odolenka im Westen sowie Odolenov, Lešišov und Hory Matky Boží (Bergstadtel) im Nordwesten.

## Geschichte

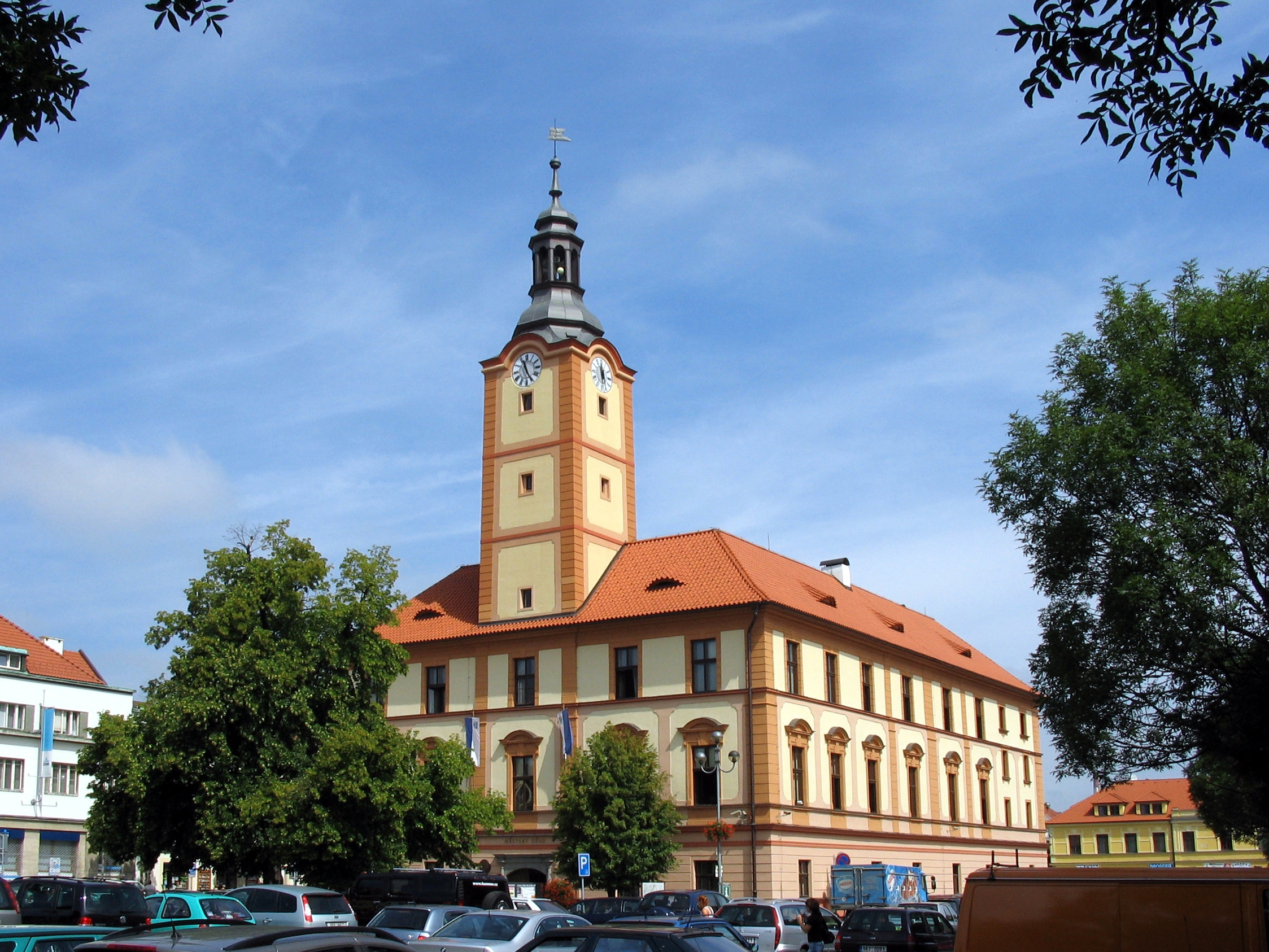
Rathaus am Platz der Freiheit

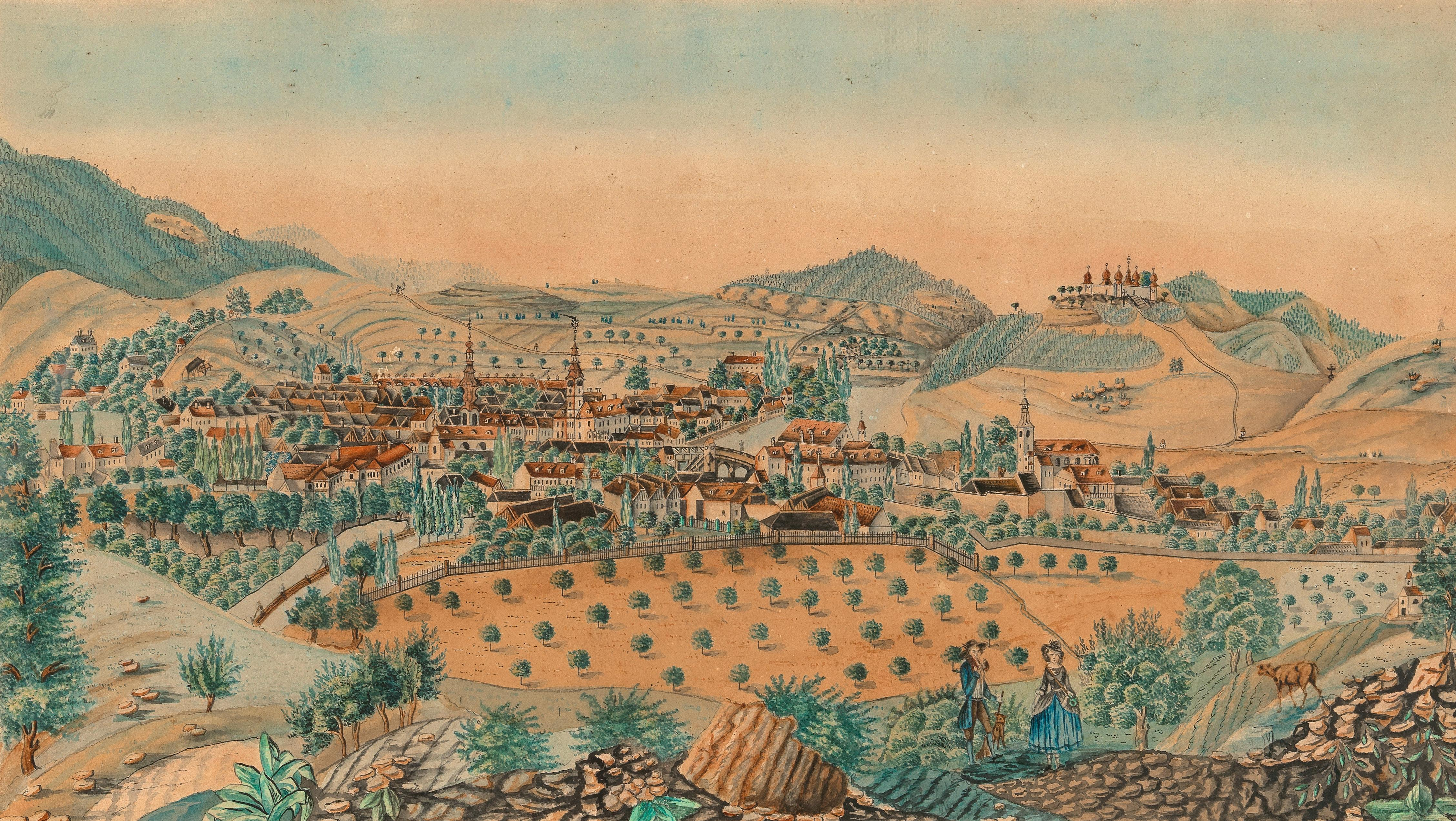
Königliche Stadt Schüttenhofen im 19. Jahrhundert

Schüttenhofen wurde erstmals 1233 urkundlich erwähnt. Es war damals im Besitz der bayerischen Grafen von Bogen. Nachdem der böhmische Herzog Vladislav II. 1142 Schüttenhofen als Stiftung an das neu gegründete Kloster Windberg übertrug, kam es an Heinrich XIII., Herzog von Bayern. 1257 besetzte Přemysl Otakar II. die Gegend um Schüttenhofen, die danach 1273 vertraglich an das Königreich Böhmen abgetreten wurde. Wegen seiner strategisch wichtigen Lage wurde Schüttenhofen zur Königsstadt ausgebaut und mit Befestigungsanlagen versehen. Zur wirtschaftlichen Entwicklung trugen die Goldwäsche an der Wottawa sowie die Lage am Goldenen Steig bei, die den Salz-, Malz- und Getreidehandel mit bayerischen Städten begünstigte.
Während der Hussitenzeit spielten die Taboriten eine bedeutende Rolle. Im 16. Jahrhundert setzte sich der Protestantismus in der Stadt durch. Die nachfolgende gewaltsame Gegenreformation hatte zahlreiche Konfiskationen der städtischen Güter zur Folge. 1678–1681 musste die Bevölkerung eine Pestepidemie erleiden, und 1707 verwüstete ein Brand weite Teile der Stadt. Ein neuerlicher wirtschaftlicher Aufschwung folgte im 19. Jahrhundert mit der Gründung der weltweit bekannten Zündholzproduktion der Firma Solo durch den Tischler Vojtech Scheinost im Jahr 1839.
Nach der Aufhebung der Patrimonialherrschaften wurde Schüttenhofen / Sušice ab 1850 Sitz eines Bezirksgerichts und bildete mit den Ortsteilen Brabschow/Brabšov, Rothenhof/Červené Dvorce, Untere Vorstadt/Dolejší Sušice, Obere Vorstadt/Hořejší Sušice und Zalusch-Schüttenhofener Anteil/Zaluš eine Stadtgemeinde im Gerichtsbezirk Schüttenhofen. Ab 1868 war die Stadt Verwaltungssitz des Bezirkes Schüttenhofen. 1888 wurden die Stadt mit der Inbetriebnahme der Bahnstrecke Horažďovice předměstí–Klatovy an das Eisenbahnnetz angeschlossen, der Bahnhof Schüttenhofen lag jedoch zweieinhalb Kilometer nordöstlich des Stadtzentrums am Zusammenfluss der Wottawa und Wostruzna. Zum Ende des 19. Jahrhunderts kam auch der Podmokler Anteil von Zalusch zu Schüttenhofen. Die Ortsteile Untere Vorstadt/Dolní Předměstí und Obere Vorstadt/Horní Předměstí wurden 1924 aufgehoben und mit Schüttenhofen vereinigt.

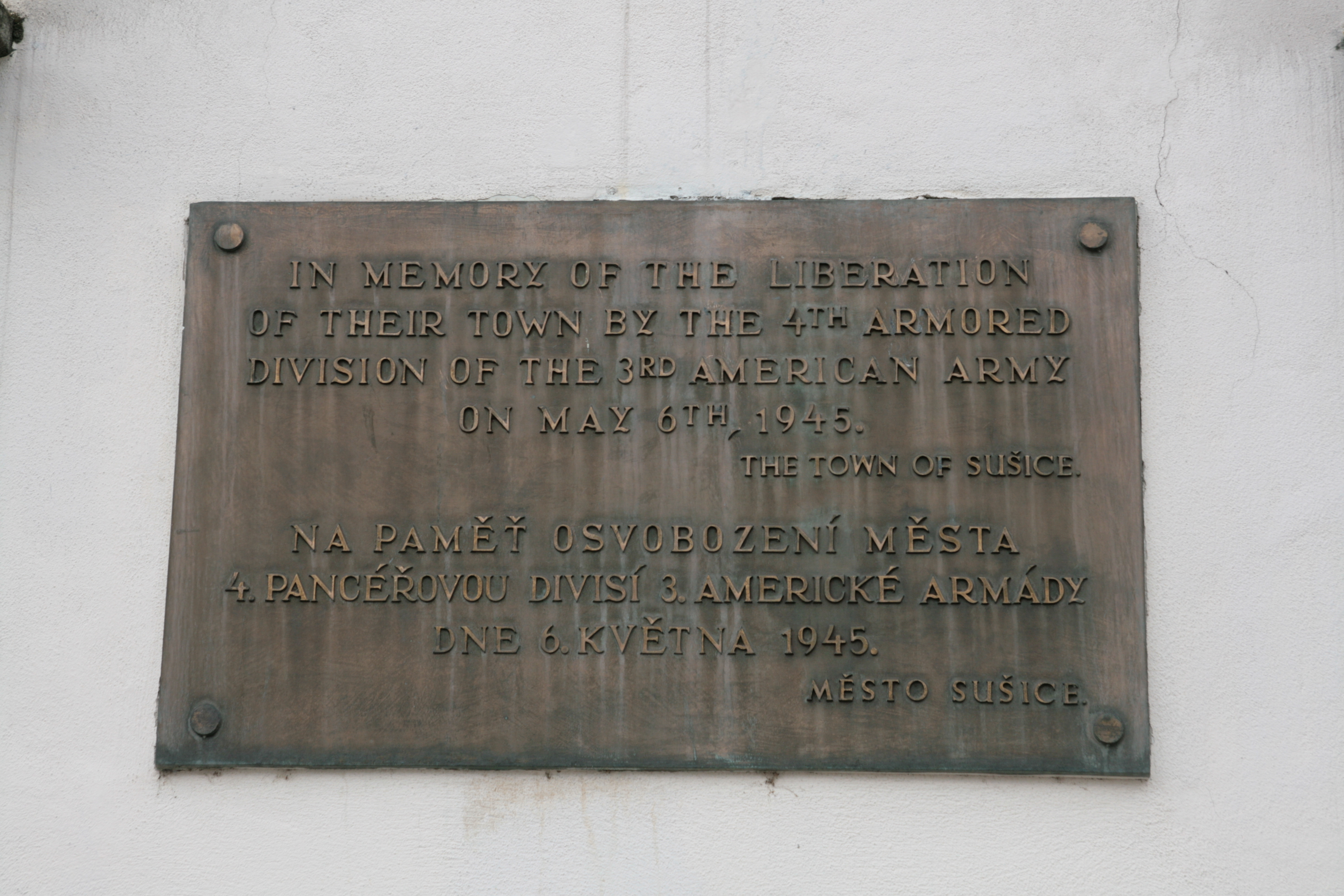
Zur Erinnerung an die Befreiung von Sušice durch US-Truppen im Jahr 1945

Nach dem Münchner Abkommen wurden 1938 die überwiegend deutschsprachigen Ortsteile Brabschow und Zalusch von Schüttenhofen abgetrennt und als Ortsteile der Gemeinden Langendorf bzw. Albrechtsried mit dem Sudetenland dem Deutschen Reich zugeschlagen und 1939 mit dem Landkreis Bergreichenstein an Bayern angeschlossen. Am 6. Mai 1945, kurz vor Ende des Zweiten Weltkriegs, befreiten Angehörige der 4. US-Panzerdivision die Stadt, ehe sie an sowjetische und tschechische Behörden übergeben wurde. Danach kamen Vrabcov und Záluží wieder zu Sušice zurück und die meisten der deutschen Einwohner wurden vertrieben. Im Zuge der Gebietsreform von 1960 wurde der Okres Sušice aufgehoben; Sušice verlor damit seinen Status als Bezirksstadt und wurde dem Okres Klatovy zugeordnet. 1961 erfolgte die Eingemeindung von Dobršín und Volšovy (mit Dolní Staňkov und Stráž). Zugleich wurden Divišov von Dlouhá Ves, Rok von Podmokly sowie Nuzerov und Páteček von Dolejší Krušec nach Sušice umgemeindet. Am 30. April 1976 wurden Albrechtice (mit Humpolec, Milčice), Chmelná und Podmokly eingemeindet. Der Kernort Sušice wurde 1980 in die drei Ortsteile Sušice I, Sušice II und Sušice III aufgeteilt. Dobršín und Podmokly lösten sich in den 1990er Jahren wieder von Sušice los und bildeten eigene Gemeinden. Das Unternehmen Solo stellte im Jahr 2008 seine Produktion ein und verkauft nur noch in Asien produzierte Ware. Dadurch verloren viele Menschen ihre Arbeitsplätze.

## Gemeindegliederung
Die Stadt Sušice besteht aus den folgenden Ortsteilen:
| Ortsteil       | deutscher Name                | Anmerkungen                         |
| -------------- | ----------------------------- | ----------------------------------- |
| Albrechtice    | Albrechtsried                 |                                     |
| Červené Dvorce | Rotenhof                      | früher Rothenhof                    |
| Divišov        | Stupen                        | bzw. Diwischow, 1939–45: Diwischhof |
| Dolní Staňkov  | Unterstankau                  |                                     |
| Humpolec       | Kumpatitz                     |                                     |
| Chmelná        | Chmelna                       | 1939–45: Hopfendorf                 |
| Milčice        | Miltschitz                    |                                     |
| Nuzerov        | Nuserau                       |                                     |
| Rok            | Rock                          |                                     |
| Stráž          | Warth                         |                                     |
| Sušice I       | Schüttenhofen                 |                                     |
| Sušice II      | Schüttenhofen-Untere Vorstadt |                                     |
| Sušice III     | Schüttenhofen-Obere Vorstadt  |                                     |
| Volšovy        | Wolschow                      | 1939–45: Wolschhof                  |
| Vrabcov        | Brabschow                     | 1939–45: Brabschhof                 |
| Záluží         | Zalusch                       | bzw. Sallusch, auch Bergen          |

Unterteilt in Grundsiedlungseinheiten ergibt sich die folgende Aufstellung:
| Grundsiedlungseinheit   | deutscher Name  | Anmerkungen               |
| ----------------------- | --------------- | ------------------------- |
| Albrechtice             | Albrechtsried   |                           |
| Červené Dvorce          | Rotenhof        |                           |
| Divišov                 | Stupen          |                           |
| Dolní Předměstí         | Untere Vorstadt |                           |
| Dolní Staňkov,          | Unterstankau    |                           |
| Horní Předměstí         | Obere Vorstadt  |                           |
| Hradecká                |                 |                           |
| Humpolec                | Kumpatitz       |                           |
| K nádraží               |                 |                           |
| Kalovy                  |                 |                           |
| Malá Chmelná            | Klein Chmelna   | 1939–45: Klein Hopfendorf |
| Milčice                 | Miltschitz      |                           |
| Na Kateřince            |                 |                           |
| Nuzerov                 | Nuserau         |                           |
| Pod Kalovy              |                 |                           |
| Pod Okrouhlou           |                 |                           |
| Pod Svatoborem          |                 |                           |
| Průmyslový obvod        |                 |                           |
| Rok                     | Rock            |                           |
| Stráž                   | Warth           |                           |
| Sušice-historické jádro |                 |                           |
| Svatobor                |                 |                           |
| U školy                 |                 |                           |
| Velká Chmelná           | Groß Chmelna    | 1939–45: Groß Hopfendorf  |
| Volšovy                 | Wolschow        |                           |
| Vrabcov                 | Brabschow       |                           |
| Záluží                  | Zalusch         |                           |

Zu Sušice gehören außerdem die Einschichten Hornečkův Dvůr (Hrneckahof), Horní Dvorce (Oberhöfen), Páteček (Patetschek), Staré Volšovy (Alt Wolschow), U Durmáků und Volšovka.
Das Gemeindegebiet gliedert sich in die Katastralbezirke Albrechtice u Sušice, Červené Dvorce, Divišov u Sušice, Dolní Staňkov, Humpolec u Sušice, Malá Chmelná, Milčice u Sušice, Nuzerov, Rok, Sušice nad Otavou, Velká Chmelná und Vrabcov.

## Städtepartnerschaften
Partnerstädte von Sušice sind
| - Uetendorf, Schweiz, seit 1994 - Bad Kötzting, Deutschland, seit 1995 - Sherborne, England, seit 2001 | - Aarhus, Dänemark, seit 2003 - Chojna, Polen, seit 2003 - Wenzenbach, Deutschland, seit 2004 |

Sušice ist seit 2004 Mitglied der europäischen Städtevereinigung Douzelage, der Städte aus je einem Land der Europäischen Union angehören.

## Architektur

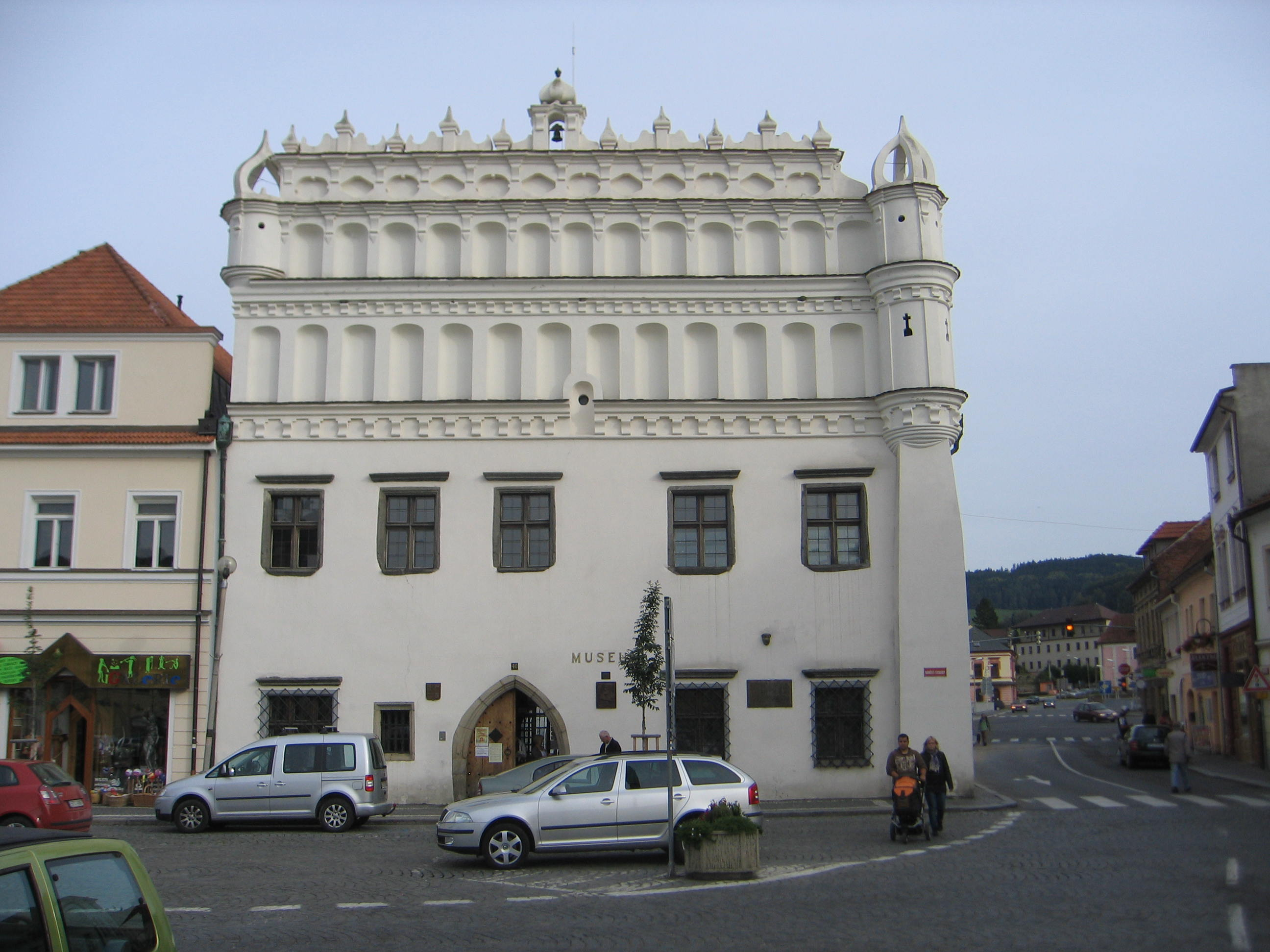
Böhmerwaldmuseum in Sušice

- Auf dem Marktplatz befindet sich das barocke Rathaus von 1707 sowie die Sgraffiti-verzierte Renaissance-Apotheke
- Die Dekanatskirche St. Wenzel, deren Umfassungsmauern von 1322 stammen, wurde 1707 barockisiert und 1884–1885 im Stil der Neugotik umgebaut.
- Die Friedhofskirche St. Maria stammt aus dem 14. Jahrhundert.
- Die St.-Felix-Kirche und das Kapuzinerkloster wurden 1654–1655 errichtet.
- Schutzengel-Kirche auf dem Schutzengelberg hoch über der Stadt. Eine sogenannte Ambitenanlage mit guter Aussicht über Stadt und Umland.

## Kultur
- Im ehemaligen Dekanatsgebäude, dem sog. Voprchovský-Haus, dessen Front eine Renaissancefassade aufweist, befindet sich das Böhmerwaldmuseum (Muzeum Šumavy), in dem u. a. die Geschichte des Zündholzes dargestellt wird. Ein Ausstellungsraum ist dem Schriftsteller Karel Klostermann gewidmet. Außerdem wird die Glaskunst im Böhmerwald gezeigt; ein Teil der Sammlungen wurde von Bruno Schreiber, einem Schweizer Sammler, überlassen.
- Der 31 m hohe Aussichtsturm auf dem Berg Svatobor (871 m) wurde 1935 erbaut. Auf seine Plattform führen 182 Stufen.
- Alter jüdischer Friedhof (Sušice) und Neuer jüdischer Friedhof (Sušice)

## Persönlichkeiten

### Söhne und Töchter des Ortes
- Heinrich von Schüttenhofen (13. Jahrhundert), Bibelwissenschaftler im Umkreis des Stiftes Heiligenkreuz
- Maxmilián Pirner (1854–1924), Maler und Graphiker
- Carl Koller (1857–1944), Augenarzt jüdischer Herkunft
- Rudolf Hraby (1872–1934), deutsch-tschechischer Bühnenmaler und Bühnenbildner
- Robert Guttmann (1880–1942), Maler
- Amy Frank (1896–1980), Schauspielerin
- Jan Scheinost (1896–1964), Publizist und Journalist
- Marie Fikáčková (1936–1961), Serienmörderin
- Jiří Maštálka (* 1956), Politiker
- Daniella Rush (* 1976), Pornodarstellerin
- Jaromír Tauchen (* 1981), Jurist und Rechtshistoriker
- Tomáš Pekhart (* 1989), tschechischer Fußballnationalspieler

### Im Ort gestorben
- Matyáš Lerch (1860–1922), Mathematiker

## Fotogalerie

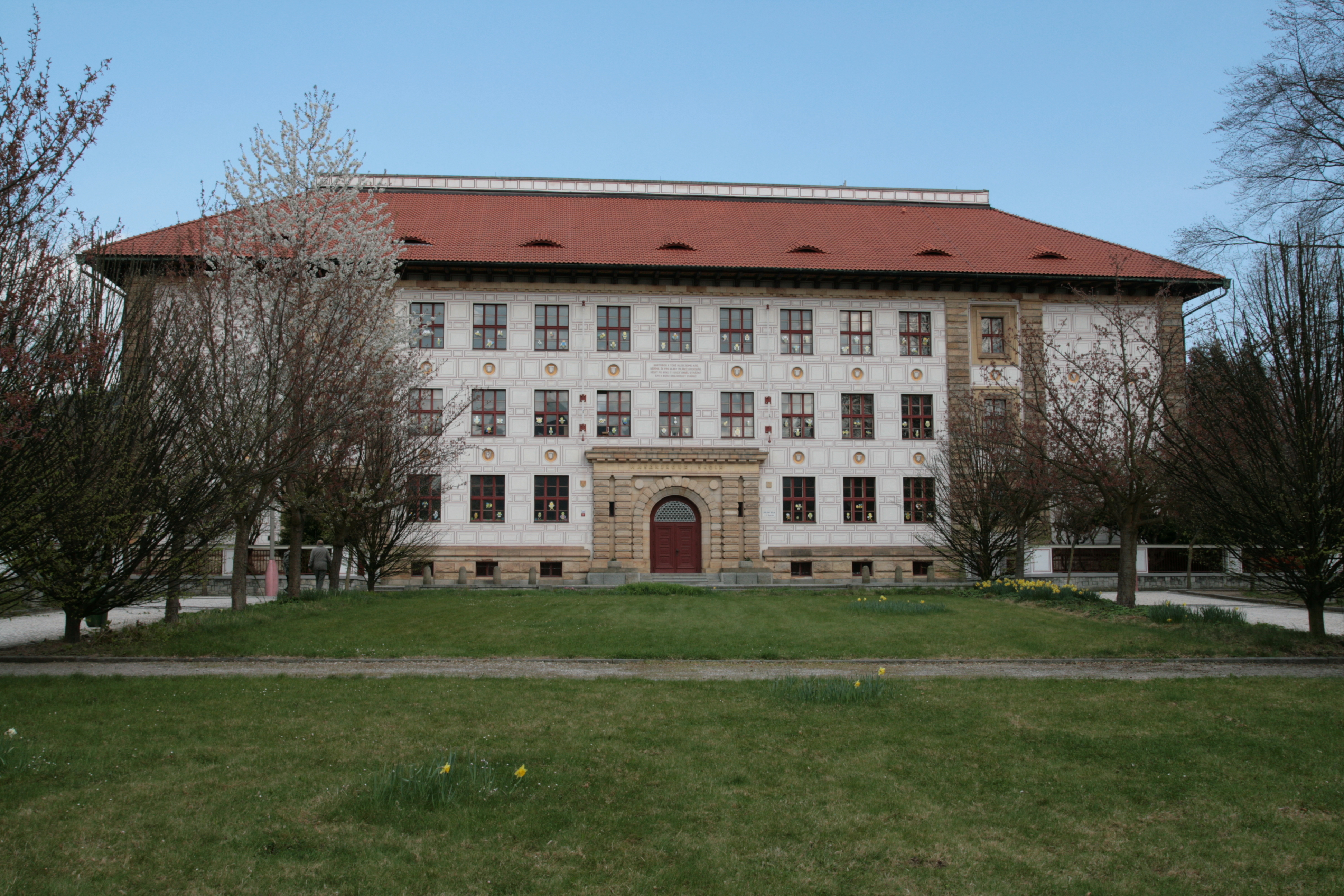
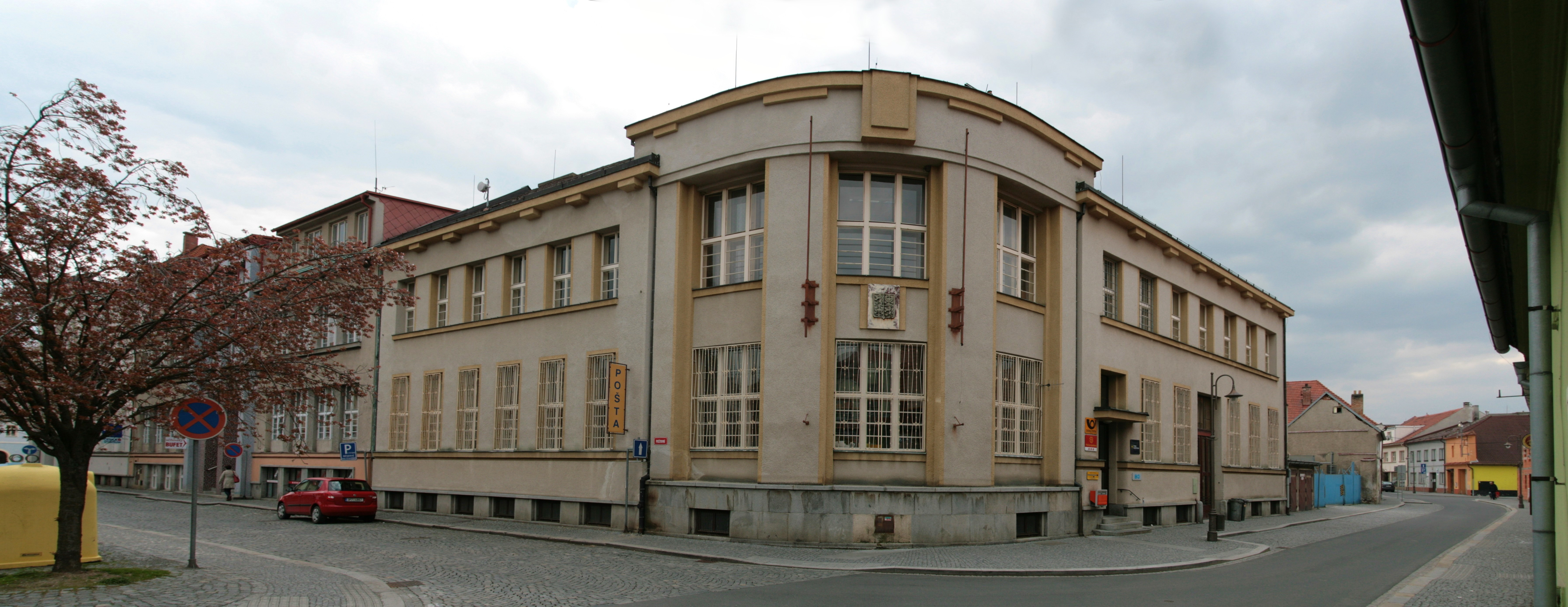
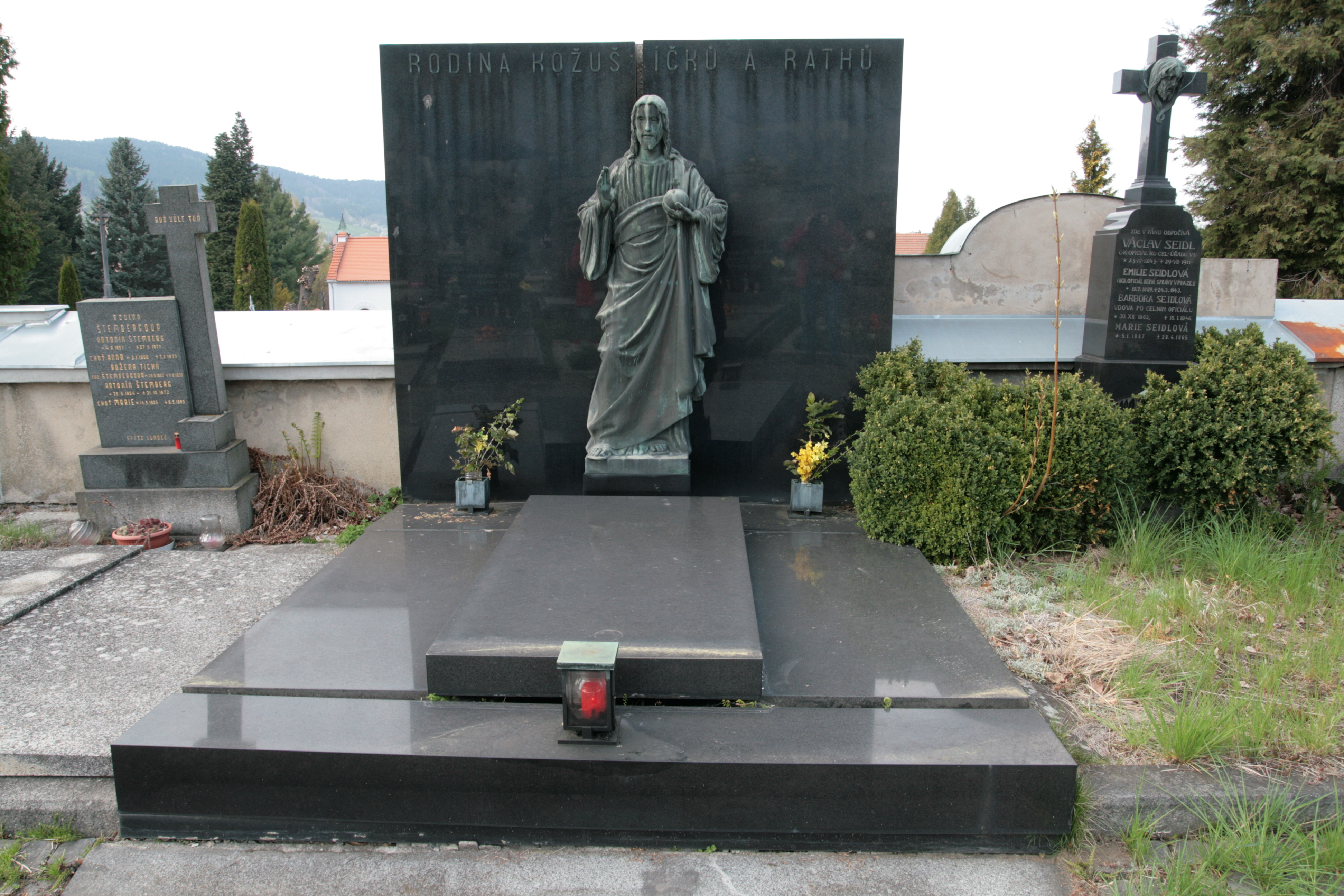